# Скальный длинноклювый крапивник
Скальный длинноклювый крапивник (лат. Salpinctes obsoletus) — мелкая птица семейства крапивниковых, обитающая в Северной Америке.

## Описание
Длина тела птиц составляет 12 см. Оперение бурое с маленькими, чёрными и белыми крапинами. Грудь светло-серая с несколькими крапинами, брюхо светло-коричневатое. Над глазами проходит светло-серая полоса. Клюв длинный и тонкий. Перья хвоста в полоску, ноги тёмные.

## Распространение
Южные популяции — это оседлые птицы, в то время как северные популяции мигрируют зимой в более тёплые области, такие как центральные и юго-западные штаты США. Иногда они мигрируют также на восток Соединённых Штатов.

## Питание
Скальный длинноклювый крапивник ищет своё питание на земле. Он питается преимущественно пауками, а также насекомыми.

## Размножение
Птицы гнездятся в каменистых, сухих жизненных пространствах, например, в каньонах, простирающихся с юго-запада Канады до Коста-Рики на юге. В год бывает от 2-х до 3-х выводков. В кладке от 4-х до 6-и, реже от одного до трёх или от семи до десяти яиц, которые высиживает самка. Выводок выкармливают оба родителя. Гнездо открыто сверху и часто спрятано между камнями в маленькой пещере или расщелине. Оно строится на основании из гальки, травы, коры, а также тонких корней и набивается волосами и перьями. Странная привычка птиц состоит в том, что они выкладывают вдоль дороги к гнезду полосу из галечника.